# オキソカーボン酸
オキソカーボン酸（オキソカーボンさん、oxocarbonic acid）とは、エンジオール −C(OH)=C(OH)− をカルボニル基でつないだ環状化合物の総称。輪の大きさでは3から7（つまり、カルボニル基が1から5）までの化合物が知られている。
エンジオール構造はケトエノール互変異性によりカルボニル基と等価であるから、プロトンが脱離してできるアニオンの電荷が共鳴構造や芳香族性により安定化される。それ故カルボニル基のない化合物に比べて非常に強い酸性となる。同様に電荷の安定化で強い酸性を示す水酸基を持つ化合物としてピクリン酸（フェノール性水酸基）、メルドラム酸（1,3-ジカルボニル化合物のα水素）も知られており、これらもカルボキシル基を持たない酸性化合物である。
スクアリン酸やクロコン酸の塩類は特有の色を持つことが特徴的である。

## 種類

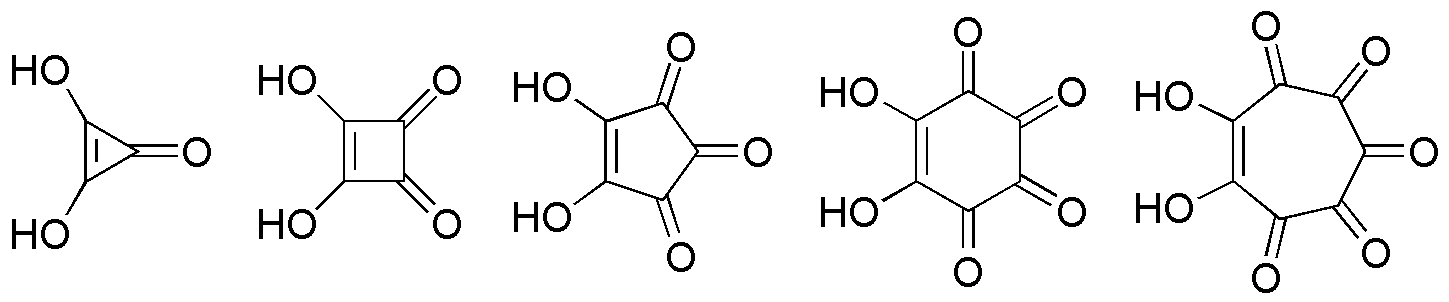
オキソカーボン酸の構造式。3から7員環のものを示す

- デルタ酸（三角酸）
- スクアリン酸（四角酸）
- クロコン酸（五角酸）
- ロジゾン酸（六角酸）
- ヘプタゴン酸（七角酸）